# 37. ročník People's Choice Awards
37. ročník People's Choice Awards se konal 5. ledna 2011 v Nokia Theatre v Los Angeles v Kalifornii. Ceremoniál moderovala Queen Latifah a byl vysílán televizní stanicí CBS.

## Účinkující
- Queen Latifah - "Dynamite" (s Taio Cruzovo hlasem)
- Selena Gomez & the Scene - "A Year Without Rain"
- Kid Rock - "God Bless Saturday"

## Uvádějící
- Jennifer Aniston
- Ben Rappaport
- Mila Kunis
- Emma Roberts
- Kate Walsh
- Taye Diggs
- Jim Parsons
- Miranda Cosgroveová
- Minka Kelly
- Pauley Perrette
- Stephen Moyer
- Malin Åkerman
- Julie Bowen
- Michael Chiklis
- Ashton Kutcher
- Natalie Portman
- Zachary Levi
- AnnaLynne McCord
- Jerry O'Connell
- Brian Palatucci

## Nominace

### Film
| Nejoblíbenější film | Nejoblíbenější akční film                                                                                     |
| --- | --- |
| - Alenka v říši divů - Počátek - Iron Man 2 - Toy Story 3: Příběh hraček - Twilight sága: Zatmění | - Iron Man 2 - Kick-Ass - Princ z Persie: Písky času - Robin Hood - Salt                                      |
| Nejoblíbenější komediální film | Nejoblíbenější dramatický film                                                                                |
| - Noční rande - Panna nebo orel - Machři - Sex ve městě 2 - Na sv. Valentýna | - Alenka v říši divů - Milý Johne - Počátek - The Social Network - Twilight sága: Zatmění                     |
| Nejoblíbenější rodinný film | Nejoblíbenější hororový film                                                                                  |
| - Já, padouch - Jak vycvičit draka - Karate Kid - Shrek: Zvonec a konec - Toy Story 3: Příběh hraček | - Podivní - Poslední vymítání ďábla - Ať vejde ten pravý - Noční můra v Elm Street - Resident Evil: Afterlife |
| Nejoblíbenější filmový herec | Nejoblíbenější filmová herečka                                                                                |
| - Johnny Depp - Leonardo DiCaprio - Robert Downey Jr. - Taylor Lautner - Robert Pattinson | - Jennifer Aniston - Angelina Jolie - Katherine Heiglová - Julia Roberts - Kristen Stewart                    |
| Nejoblíbenější akční hvězda | Nejoblíbenější komediální hvězda                                                                              |
| - Jackie Chan - Bradley Cooper - Robert Downey Jr. - Jake Gyllenhaal - Angelina Jolie | - Drew Barrymoreová - Steve Carell - Tina Fey - Will Ferrell - Adam Sandler                                   |
| Nejoblíbenější tým na obrazovce | Nejoblíbenější hvězda pod 25 let                                                                              |
| - Tina Fey & Steve Carell, Noční rande - Leonardo DiCaprio, Joseph Gordon-Levitt, Ellen Page, Tom Hardy & Dileep Rao, Počátek - Robert Downey Jr. & Don Cheadle, Iron Man 2 - Jaden Smith & Jackie Chan, Karate Kid - Robert Pattinson, Kristen Stewart, & Taylor Lautner, Twilight sága: Zatmění | - Emma Watsonová - Kristen Stewart - Robert Pattinson - Vanessa Hudgens - Zac Efron                           |

### Televize
| Nejoblíbenější komediální seriál | Nejoblíbenější dramatický seriál |
| --- | --- |
| - Teorie velkého třesku - Glee - Jak jsem poznal vaši matku - Taková moderní rodinka - Dva a půl chlapa                                                          | - Dobrá manželka - Super drbna - Chirurgové - Dr. House - Upíří deníky                                                                                        |
| Nejoblíbenější komediální herec | Nejoblíbenější komediální herečka |
| - Alec Baldwin - Jim Parsons - Matthew Morrison - Neil Patrick Harris - Steve Carell                                                                             | - Alyson Hanniganová - Courteney Cox - Eva Longoria - Jane Lynch - Tina Fey                                                                                   |
| Nejoblíbenější dramatický herec | Nejoblíbenější dramatická herečka |
| - Chace Crawford - Hugh Laurie - Ian Somerhalder - Patrick Dempsey - Taye Diggs                                                                                  | - Blake Lively - Julianna Margulies - Kate Walsh - Lisa Edelstein - Sandra Oh                                                                                 |
| Nejoblíbenější krimi drama | Nejoblíbenější krimi rváč |
| - Sběratelé kostí - Myšlenky zločince - Zákon a pořádek: Útvar pro zvláštní oběti - Anatomie lži - Námořní vyšetřovací služba                                    | - Emily Deschanelová - Mariska Hargitay - Mark Harmon - Simon Baker - Tim Roth                                                                                |
| Nejoblíbenější Sci-Fi/Fantasy | Nejoblíbenější soutěžní show |
| - Hranice nemožného - Smallville - Lovci duchů - Pravá krev - Upíří deníky                                                                                       | - Amerika má talent - American Idol - Dancing with the Stars - Hell's Kitchen - Umíte tančit?                                                                 |
| Nejoblíbenější nový komediální seriál | Nejoblíbenější nový dramatický seriál |
| - $h*! My Dad Says - S tebou je mi líp - Mike a Molly - Haló, tady Indie - Vychovávat Hope                                                                       | - Událost - Hawaii 5-0 - Superkočky - Nikita - No Ordinary Family                                                                                             |
| Nejoblíbenější televizní doktor | Nejoblíbenější televizní rodina |
| - Cristina Yang (Sandra Oh) - Derek Shepherd (Patrick Dempsey) - Gregory House (Hugh Laurie) - James Wilson (Robert Sean Leonard) - Meredith Grey (Ellen Pompeo) | - Griffinovi, Griffinovi - Harperovi, Dva a půl chlapa - Pritchettsovi/Dunphyovi, Taková moderní rodinka - Scavovi, Zoufalé manželky - Simpsonovi, Simpsonovi |
| Nejoblíbenější televizní posedlost | Nejoblíbenější televizní hostující hvězda |
| - Status: Nežádoucí - Dexter - Prolhané krásky - Pravá krev - Ve službách FBI                                                                                    | - Betty Whiteová, Zpátky do školy - Britney Spears, Glee - Carrie Underwood, Jak jsem poznal vaši matku - Demi Lovato, Chirurgové - Neil Patrick Harris, Glee |
| Nejoblíbenější moderátor talkshow | Nejoblíbenější televizní šéfkuchař |
| - Chelsea Handler - Conan O'Brien - Ellen DeGeneres - George Lopez - Oprah Winfrey                                                                               | - Bobby Flay - Gordon Ramsay - Jamie Oliver - Paula Deen - Rachael Ray                                                                                        |
| Nejoblíbenější televizní utajená potěšení | Nejoblíbenější rodinný televizní film |
| - Pařba v Jersey Shore - Kathy Griffin: My Life on the D-List - Držte krok s Kardashians - The Real Housewives of New Jersey - Tosh.O                            | - Kráska mezi muži - Camp Rock 2: Velký koncert - iCarly: iPsycho - Revenge of the Bridesmaids - Rande s hvězdou                                              |

### Hudba
| Nejoblíbenější píseň | Nejoblíbenější hudební video |
| --- | --- |
| - "Airplanes" od B.o.B a Hayley Williams z Paramore - "California Gurls" od Katy Perry a Snoop Dogga - "Love the Way You Lie" od Eminema a Rihanny - "OMG", od Ushera a will.i.am - "Telephone" od Lady Gaga a Beyoncé | - "Baby" od Justina Biebere a Ludacrise - "Love the Way You Lie" od Eminema a Rihanny - "Teenage Dream" od Katy Perry - "Telephone" od Lady Gaga a Beyoncé - "Waka Waka" od Shakiri a Freshlyground |
| Nejoblíbenější mužský umělec | Nejoblíbenější ženská umělkyně |
| - Eminem - Enrique Iglesias - Michael Bublé - Tim McGraw - Usher | - Carrie Underwood - Katy Perry - Lady Gaga - Pink - Taylor Swift |
| Nejoblíbenější rocková kapela | Nejoblíbenější průlomový umělec |
| - Daughtry - Linkin Park - Maroon 5 - Nickelback - Paramore | - B.o.B - Bruno Mars - Justin Bieber - Ke$ha - Selena Gomez & the Scene |
| Nejoblíbenější popový umělec | Nejoblíbenější country umělec |
| - Beyoncé - Katy Perry - Lady Gaga - Rihanna - Pink | - Carrie Underwood - Keith Urban - Lady Antebellum - Rascal Flatts - Taylor Swift |
| Nejoblíbenější R&B umělec | Nejoblíbenější hip-hopový umělec |
| - Alicia Keys - Beyoncé - Mary J. Blige - Ne-Yo - Usher | - Drake - Eminem - Jay-Z - Ludacris - Snoop Dogg |

### Web
| Nejoblíbenější online senzace                                                | Nejoblíbenější hvězda viralového videa                                                                                       |
| ---------------------------------------------------------------------------- | --- |
| - Alicia Keys - Betty Whiteová - Jimmy Fallon - Katy Perry - Teri Hatcherová | - Giant Double Rainbow - Greyson Chance "Paparazzi" - Madison Sq. Park Proposal - "Single Ladies" Devastation - Tarp Surfing |